# 임학도서관
임학도서관은 인천광역시 계양구에 있는 공립 도서관이다.

## 연혁
- 2020년 11월 16일 시범 운영.
- 2021년 1월 2일 정식 개관.